# Krištofov Grad
Krištofov Grad (nemško Schloss Rain) je naselje v Občini Grabštanj v Okraju Celovec-dežela na Koroškem v Avstriji.